# 肉体的魅力

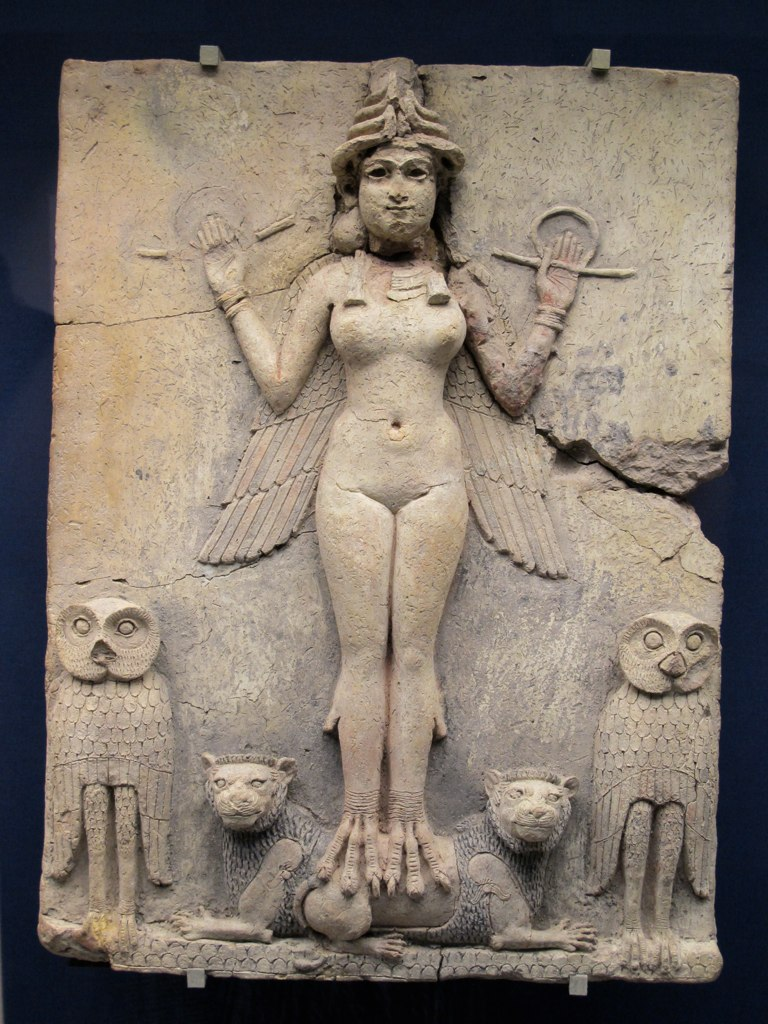
イシュタル、性愛と戦いのメソポタミアの女神。この女神は性、愛、多産性と関連付けられている。

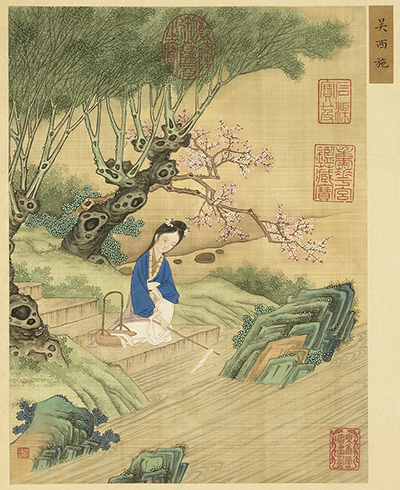
西施(西施)、紀元前506年生まれ。中国古代四大美女の一人。

肉体的魅力（にくたいてきみりょく、英: Physical attractiveness）とは、ある人の身体的特徴が美的に快い、または美しいと考えられる度合いのことを指す。この用語は、しばしば性的魅力や望ましさを意味するが、それらとは区別されることもある。ある人が他の人に惹かれる要因は多数あり、身体的な側面はそのひとつである。肉体的魅力そのものには、顔の対称性のようなすべての人間の文化に共通する普遍的な知覚や、社会文化的に依存する属性、特定の個人に固有の嗜好が含まれる。
多くの場合、人間は無意識のうちに、知性や正直さなどのポジティブな特性を肉体的魅力のある人々に帰属させるが、これはハロー効果と呼ばれる心理現象である。アメリカとイギリスで行われた研究では、肉体的魅力と知性の客観的な尺度は正の相関があり、2つの属性の関連は女性よりも男性の方が強いことが分かった。進化心理学者は、肉体的魅力がより高い個人が平均的により知的である理由を解明しようと試み、一般知能と肉体的魅力の両方が遺伝的適応度の指標である可能性を提唱した。人の身体的特徴は、生殖能力と健康の手がかりを示すことができる。統計モデリング研究によると、体脂肪や血圧など生理学的健康の側面を反映する顔の形状の変数は、観察者の健康知覚にも影響を与える。これらの要因に注目することで繁殖の成功率が高まり、自分の遺伝子が集団内でさらに代表されることになる。
異性愛の男性は、若々しい外見で、対称的な顔、豊かな胸、ふっくらとした唇、低いウエスト・ヒップ比などの特徴を示す女性に惹かれる傾向にある。一方、異性愛の女性は、自分より背が高く、顔の対称性が高く、男性的な顔の二形、上半身の強さ、幅広い肩、比較的細いウエスト、V字型の胴体を持つ男性に惹かれる傾向がある。

## 一般的な寄与要因

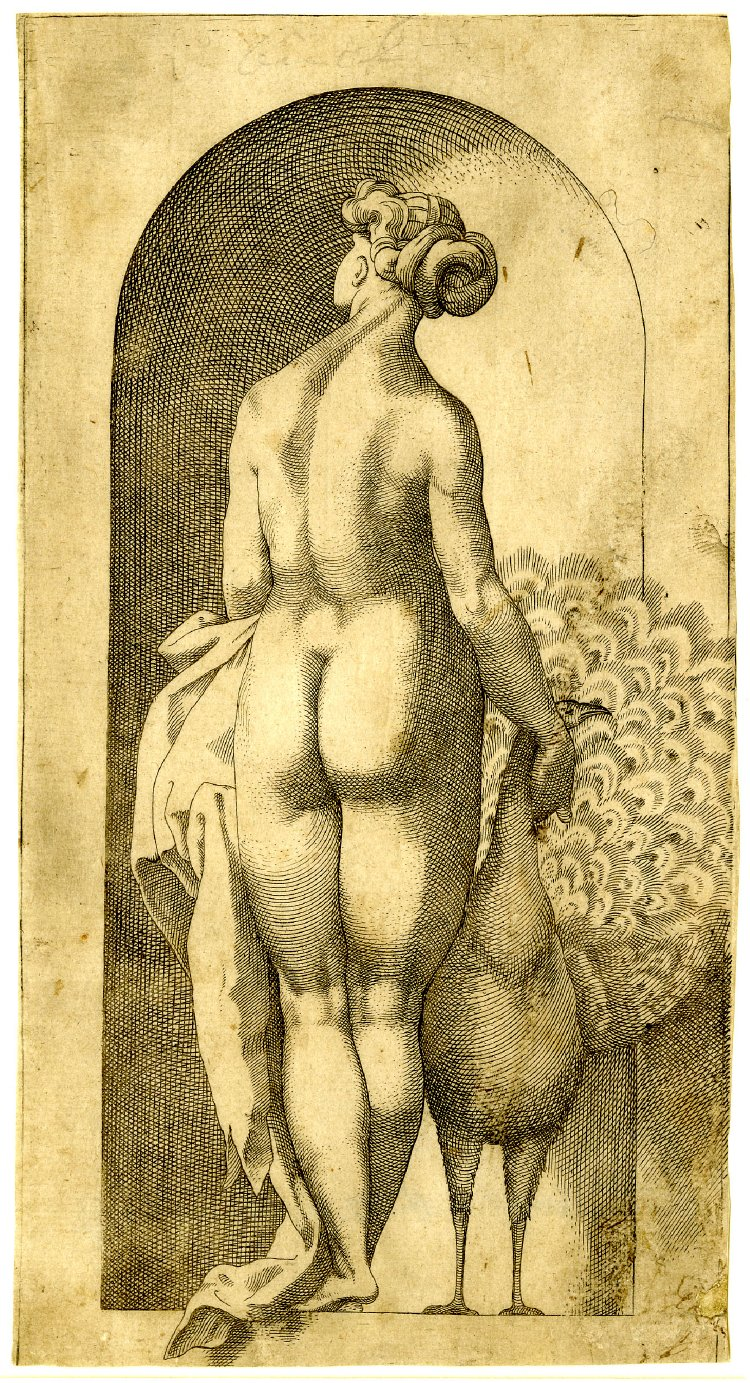
マニエリスム運動は、魅力的だと考えられる効果のために身体のプロポーションを誇張することを恐れなかった。壁龕の中のユーノー、ヤコポ・カラリオによるエングレービング、おそらくロッソ・フィオレンティーノのデッサンによる、1526年

一般的に、肉体的魅力は多くの観点から見ることができる。すべての人間の文化に共通する普遍的な知覚、文化的・社会的側面、個人の主観的な嗜好などである。魅力の知覚は、雇用や社会的機会、友情、性的行動、結婚などの判断に重大な影響を与える可能性がある。
男女両方にとって魅力的な身体的特徴がいくつかあり、特に体と顔の対称性が挙げられる。ただし反対の報告もあり、完璧な対称性を持つ「絶対的な完璧さ」は「不気味」になり得るという。非対称性は「過去の病気や怪我のシグナル」であるため、対称性は健康のサインとして進化的に有利なのかもしれない。ある研究では、写真を100分の1秒だけ一瞥して、人々は「無意識のレベルで美を評価できる」ことが示唆された。その他の重要な要因として、若々しさ、肌の透明感となめらかさ、目と髪の「鮮やかな色」が挙げられる。ただし、性別によって多くの違いがある。
1921年の大学生の報告に関する研究では、個人の魅力や醜さを形作る特徴について、容貌の美醜などの静的な特徴は、表情の豊かさ、愛情深い性格、優雅な態度、気品ある風格、社会的業績、個人的習慣などの身体的要素のグループに従属的な地位を占めると主張した。
グラマーらは、若々しさ、対称性、平均的であること、性ホルモンマーカー、体臭、動き、肌の色、髪の質感という美の8つの「柱」を特定した。伝統的にサモアでは、体脂肪は許容されるか魅力的だった。

### 顔の特徴
2008年に発表されたイタリアの研究では、商業的なキャスティング会社が選んだ93人の「美しい」集団と、正常な歯顔面の寸法と比率を持つ231人の白人北イタリア人青年期の男女の対照群と、顔にある50か所の軟部組織目印の位置を比較された。その結果、対照群と比較して、魅力的な男女は次のような特徴を持つ傾向があった。
- 前頭部の体積と顔全体の体積の比が大きい
- 鼻の体積が小さい
- 外眼角（英語版）間の距離が大きい
- 顔の高さと奥行きが小さい

年齢と性別によって傾向に違いがあった。
- 魅力的な年長の男子は仲間よりも顔の体積が小さかったが、女子は逆だった。
- 魅力的な年長の男女の顔はあまり丸くなかったが(顔の面積と体積の比が大きかった)、女子ではどの年齢でも逆だった。
- 魅力的な年長の男子は、顔の凸面角度が小さく、より鋭いプロフィールを持っていたが、女子では逆のパターンが見られた。
- 鼻唇角は女子で減少していたが、年長の男子では効果が逆転していた。
- 魅力的な年長の男子はあごが目立つ傾向があった。

この研究では、魅力的な男女はより幼児的な特徴を持っていたが、年長の魅力的な男子については性的二形の傾向も示していたと結論付けている。
一般的な誤解に反して、ある研究では、重度でない顔の傷跡は短期的な関係において男性の魅力を高めることが分かっている。

### 対称性
対称的な顔と体は、健康な子孫を作ろうとする出産年齢の女性にとって、良い遺伝の兆候かもしれない。研究によると、女性は非対称的な顔の男性にあまり惹かれないことが示唆されており、対称的な顔は長期的な精神的パフォーマンスと相関しており、男性が成長過程で「病気、毒素、栄養失調、遺伝子突然変異などの遺伝的および環境的障害をあまり経験していない」ことの指標である。対称性を達成するには、並列構造を維持しながら数十億回の細胞複製を行う必要があり、人間の成長過程では困難な課題であるため、対称性を達成することは遺伝的健康の目に見えるシグナルとなる。
また、生殖能力のピーク時の女性は、顔の対称性がより高い男性を空想する傾向が強いことが示唆されており、他の研究では、男性の対称性だけが女性のセックス中のオーガズム経験の可能性を有意に予測できる唯一の要因であることが分かった。対称性の高いパートナーを持つ女性は、多くの交絡因子を制御しても、対称性の低いパートナーを持つ女性に比べて、性交時の女性オーガズムを有意に多く報告した。この発見は異文化でも見られることが分かっている。(男性の)顔の男性的二型と顔の対称性は、潜在的な交配相手の遺伝的品質を宣伝するシグナルであると主張されてきた。顔と体の変動非対称性が低いことは、望ましい特徴である良好な健康と知性を示している可能性がある。研究によると、自分自身をより身体的に魅力的だと認識している女性ほど、自分自身をあまり身体的に魅力的だと認識していない女性に比べ、より高度の顔の対称性を持つ男性を好む傾向がある。対称的な女性と男性は、より早い年齢で性交を始め、より多くの性的パートナーを持ち、より多くのワンナイトラブを経験する傾向があることが分かっている。また、不倫に手を染める可能性も高い。アメリカン・ナショナル・フットボール・リーグのクォーターバックを対象とした研究では、顔の対称性と給与の間に正の相関があることが分かった。

### 体臭
二重盲検研究により、女性は顔が魅力的だと評価された男性の体臭を好むことが分かった。例えば、男女ともに、顔が魅力的だと評価された個人の自然な体臭により惹かれた。さらに、女性は顔の対称性がより高い男性の体臭を好み、その嗜好は月経周期の中で最も妊娠可能性の高い時期に最も強くなることも示されている。正常な月経周期を持つ女性の中では、顔の対称性が高い男性の体臭を好む個々の女性の嗜好は、その女性の妊娠確率と相関していた。男性の体臭は食生活の影響も受け、女性は果物、野菜、タンパク質の摂取量が多く、炭水化物の摂取量が少ない食生活と関連する男性の体臭を好むことが示されている。

### 遺伝
顔の対称性や体臭などの問題の背後にある遺伝的基盤と、それらが肉体的魅力にどのように影響するかについて研究が行われてきた。女性が男性のTシャツを着用した研究では、主要組織適合複合体(MHC)と呼ばれるDNAの異なるタイプの遺伝子セクションを持つ男性のシャツの体臭に、女性がより惹かれることが分かった。MHCは脊椎動物のDNA内の広い遺伝子領域で、免疫系に関わるタンパク質をコードしており、個人の体臭に影響を与える。一つの仮説は、人間は嗅覚と味覚によって、MHCセクションが異なる他者に自然に惹かれるというもので、おそらくその後の近親交配を避けつつ子孫の遺伝的多様性を高めるためだと考えられている。さらに、避妊薬の使用によって、異なる免疫プロファイルを持つ男性に女性が感じる自然な魅力が歪められる可能性があることを示す研究もある。魅力の遺伝的基盤に関する他の研究結果では、MHCのヘテロ接合性が男性の顔の魅力と正の相関があることが示唆されている。女性は、3つのMHCローカスすべてでヘテロ接合の男性の顔を、1つ以上のローカスでホモ接合の男性の顔よりも魅力的だと判断する。さらに、遺伝子型が判明している女性の評価者を対象とした2つ目の実験では、これらの嗜好は、男性と女性の評価者のMHC類似性の程度とは無関係であることが分かった。MHCのヘテロ接合性は遺伝的利点だと独立して見なされているため、この結果は、男性の顔の魅力は遺伝的品質の尺度である可能性を示唆している。一般的な遺伝的ヘテロ接合性は、混合遺伝的背景(つまり混血)の人々が、より類似した遺伝的親(つまり単一人種)の人々よりも魅力的だと見なされることから、魅力と関連していることが示されている。しかし、混血の人々の方が魅力的だと評価されたわけではないという研究もあり、ある研究では特定の混血だけが魅力的だと評価された。この研究では、人種を遺伝と同一視することは間違いであり、原因として社会的影響を主張した。

### 若々しさ
アメリカのデートサイトOkCupidによる20万人の男女ユーザーを対象とした2010年の調査では、異性愛の女性は – 20代前半から半ばの女性を除いて – やや年上の男性とやや年下の男性の両方との関係に開放的であり、26歳までは男性よりも潜在的な交際相手のプールが大きいことが分かった。20歳の時点で、女性は「劇的な変化」によって、かなり年上の男性にプライベートメッセージを送り始める。29歳になると、「さらに年上の男性に開放的になる」。女性にとっての男性の魅力は20代後半にピークを迎え、36歳になるまですべての男性の平均を下回ることはない。他の研究では、女性は自分の年齢に関係なく、同年齢か年上の男性に惹かれることが示されている。
ローマ人は特に、「無髭」と「なめらかな若い体」を男女問わず美しいと考えていた。ギリシャ人とローマ人の男性にとって、少年の最も望ましい特徴は「若さ」と「無毛」だった。思春期の少年は男性の欲望の社会的に適切な対象と見なされたが、思春期後の少年は「ἔξωροι」すなわち「全盛期を過ぎた」と見なされた。これは主に少年愛(成人男性の思春期の少年への関心)の文脈で語られていた。今日、男性の美しさに対する男女の態度は変化している。例えば、男性の体毛は好まれることさえある(下記参照)。
1984年の研究によると、ゲイの男性は理想のパートナーとして同年代のゲイの男性を好む傾向があるが、男らしさ-女らしさに統計的に有意な効果(p < 0.05)があった。この研究では、より女性的な男性は自分より年上の男性を好む傾向があり、より男性的な男性は自分より年下の男性を好む傾向があると述べている。
異文化のデータは、女性の生殖の成功が若さと肉体的魅力に結びついていることを示している。例えば、産業化以前のサーミ人では、最も生殖に成功した女性はパートナーの男性より15歳若かった。37の文化を対象とした研究によると、平均して女性は男性のパートナーより2.5歳若く、ナイジェリアとザンビアでは年齢差が6.5歳から7.5歳と極端だった。男性は年をとるにつれ、より若い配偶者を求める傾向がある。
オンラインデートサイトイーハーモニーの50歳以上の男性客の25%が、40歳未満の女性とのみマッチングすることを求めている。OkCupidの2010年の調査では、男性ユーザーにとっての女性の魅力は21歳でピークに達し、31歳ですべての女性の平均を下回ることが分かった。26歳を過ぎると、男性の方が女性よりも潜在的な交際相手のプールが大きくなり、48歳になるとプールの大きさは女性の約2倍になる。31歳の男性ユーザーの中央値は22歳から35歳の女性を探し、42歳の男性の中央値は27歳から45歳の女性を探している。他のユーザーへのメッセージの年齢の偏りはさらに大きく、30歳の男性の中央値は自分と同年代の女性と同じくらいティーンエイジャーの女の子にメッセージを送る一方で、数歳年上の女性はほとんど無視している。最も美しい女性10％と最も美しくない女性10％を除くと、女性の魅力は18歳から40歳まで変わらない。しかし、両極端な女性を含めると、「若い（女性）方が肉体的に魅力的であることは間違いない。雑誌に登場するモデルのほとんどが10代であるのはそのため」である。
フェロモン(女性ホルモンマーカーで検出)は女性の生殖能力と平均生殖価値を反映する。女性が年をとると、エストロゲンとアンドロゲンの生産比が変化し、女性の顔がより男性的に見える(つまり、あまり「魅力的」に見えない)ようになる。アメリカの1大学の男子大学生を対象とした小規模(n=148)な研究では、妻にとって理想的だと表明された平均年齢は16.87歳で、短期的な性的出会いの理想的な平均年齢は17.76歳だった。ただし、この研究は「若い少女との性に対するタブー」を意図的に減らす枠組みを設定し、30歳以上の参加者を除外することでサンプルに偏りを生じさせており、参加者の平均年齢は19.83歳だった。陰茎腫脹の研究では、男性は若い成人女性の写真に最も興奮することが分かった。
女性の生殖能力のシグナルは、若さのシグナルとも見なされることが多い。進化的観点からは、性的繁殖に関して男性に必要な最小限の親の投資により、男性は「できるだけ多く」繁殖する能力と欲求を持つという考えが提案されている。したがって、男性が若々しさ、ひいては生殖能力のシグナルである女性の特徴に惹かれるのは理にかなっている。より年上で、したがってあまり生殖能力のない人とペアを組むよりも、生殖の成功率ははるかに高くなる。
このことは、魅力の加齢による低下への対処が、男性よりも女性の方が若い年齢から行われている理由を説明しているのかもしれない。例えば、体毛の除去は非常に女性的なことだと考えられている。これは、加齢によってテストステロンのレベルが上昇し、その結果、体毛が生えてくるという事実で説明できる。剃毛することで、より若々しい段階の外見に戻るのである。これは正直なシグナルではないかもしれないが、男性はこれを生殖価値の向上を反映したものと解釈する。研究はこれを裏付けており、無毛は男性から性的に魅力的だと考えられていることが示されている。

### 脚と体の比率
「脚と体の比率」は肉体的魅力の指標と見なされているが、脚の長さの定義は一つに定まっていないようだ。「会陰から床までの距離」が最もよく使われるが、くるぶしの骨から外側の腰骨までの距離の方が厳密だと言えるかもしれない。後者の指標では、(アメリカ人女性が判断した)最も魅力的な男性の脚と体の比率は1:1である。前者の指標を用いた日本の研究では、男性の魅力度について同じ結果が得られたが、体の他の部分より脚の長い女性の方が魅力的だと判断された。平均からの過度のずれは、病気の兆候と見なされた。ポーランドの参加者を対象とした研究では、両性の平均より5%長い脚が最も魅力的だと考えられた。この研究では、この嗜好は長い脚のランウェイモデルの影響に由来している可能性があると結論付けている。イギリスとアメリカの参加者を対象とした別の研究では、「中程度の」脚と体の比率が最も理想的だった。
スワミらによるイギリスの男女大学生を対象とした研究では、男性は体の他の部分と同じ長さの脚を、女性は体の他の部分より40%長い脚を好む傾向があることが示された。研究者は、この嗜好はアメリカ文化の影響を受けている可能性があると結論付けた。アメリカ文化では、脚の長い女性がより魅力的だと描かれている。
マルコ・ベルタミーニは、スワミらの研究では脚の長さをデジタル処理で変えただけの同じ人物の写真を使用しており、それでは修正された画像が非現実的に見えると感じたため、その研究を批判した。ベルタミーニはまたスワミらの研究では脚の長さだけを変更し、腕の長さを一定に保っていることも批判した。これらの懸念を考慮した上で、ベルタミーニは棒人間を使った自身の研究でも、男性よりも比例的に脚の長い女性を好む傾向があることを発見した。ベルタミーニが脚の長さの性的二形の可能性を調査したところ、男性の方が女性よりもわずかに比例的に脚が長い傾向があること、または男女間に脚の長さの比率の差がない可能性があることを示す2つの情報源を発見した。この既存文献のレビューに続いて、彼は1774人の男性と2208人の女性のデータを使って独自の計算を行った。このデータを使用して、同様に男性の方が女性よりもわずかに比例的に脚が長い傾向があること、または男女間に脚の長さの比率の差がない可能性があることが分かった。これらの発見により、男性よりも比例的に脚の長い女性を好む傾向は、比例的に脚が長いことが女性の第二次性徴であることが原因である可能性を排除した。

### 性器
異性愛の男性25,594人を対象とした2006年の研究では、「自分は陰茎が大きいと認識していた男性ほど、自分の外見に満足していた」ことが分かった。
2014年の研究は、以前の研究は画像に依存しており、女性の嗜好を尋ねる際に「小」「中」「大」などの用語を使用していたという事実に基づいて批判された。新しい研究では、長さ4インチ (10 cm)、周囲2.5インチ (6.4 cm)から、長さ8.5インチ (22 cm)、周囲7インチ (18 cm)までの陰茎の3Dモデルを使用し、女性に「見て触って」もらった。フォローアップ調査で尋ねたところ、女性は実験で使用した陰茎の実際のサイズを過大評価していたことが分かった。この研究では、「女性は平均して、長期的なパートナーと一時的なパートナーの両方に対して、長さ6.5-インチ (17 cm)の陰茎を好んだ。太さが大きい陰茎は一時的なパートナー向けに好まれた」と結論付けている。
様々な文化の証拠から、異性愛の男性は女性の性器の光景を性的に興奮させると感じる傾向があることが示唆されている。

### 肌の色

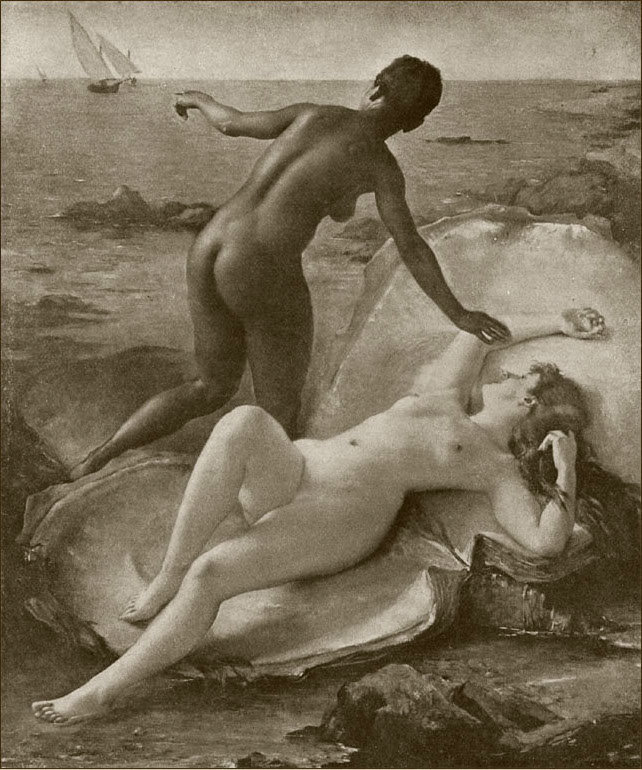
レ・ドゥ・ペルル Fernand Le Quesne (2つの真珠、1889年)。この絵画は「コーカソイドとアフリカの美を対比させる」ことを意図していた。絵の中で、黒人女性は黒真珠の美しさを、白人女性は白真珠の美しさを表している。

長時間屋外で過ごす肉体労働者は、太陽に当たることで肌の色が濃くなった。その結果、濃い肌と下層階級の関連性が生まれた。富の象徴として、白い肌が美の理想となった。「時間とともに、社会はこれらの色の違いに様々な意味を付与した。人種、社会経済的階級、知性、肉体的魅力についての仮定を含む」。
より赤みがかった黄色い肌の色調は、酸素化ヘモグロビンのレベルが高く、カロテノイドおよびより少ない程度でメラニン色素を反映し、果物と野菜の純摂取量を反映しており、より健康的で魅力的に見えるという研究結果がある。しかし、肌の色が実際に健康や免疫系の強さと関連しているという直接的な証拠はほとんどない。
多くの文化において、歴史的に肌の色の白い女性が好まれてきたことが記録されている。しかし、この研究の正確性は他の著者によって疑問視されている。実験研究では、白人の西洋人男性は、中程度の日焼けや色白の女性よりも、濃い日焼けの女性に惹かれることが示されている。2010年のニュージーランドとカリフォルニアでの研究では、肌の色が白い(ただし最も白いわけではない)女性が好まれることが分かった。しかし、他の研究では、アフリカ系アメリカ人の男女は、より白い肌や濃い肌よりも中間の肌の色をより魅力的だと考え、白人とヒスパニック系の女性は、異性にとっての魅力を高めるために肌を日焼けさせようとすることが分かっている。日焼けしていることと自己認識の魅力度には、特に若い女性の間で直接的な相関関係がある。
魅力と肌の色の関係は、民族性や過去の経験とも交差する可能性がある。西洋文化では、日焼けした肌はかつて下層階級の日光にさらされる肉体労働と関連付けられていたが、20世紀半ば以降は日光浴が流行し、以前よりも魅力的で健康的だと一般的に考えられるようになったように、肌の色の嗜好は時とともに変化する可能性がある。アフリカのマリでは、スキンブリーチが一般的で、社会的地位を高め、異性の魅力を高めると考えられているが、ポップカルチャーのアイコンからこの考えに声高に反対する意見もある。
肌の輝きや艶は、美しさと肉体的魅力の認識に影響を与える可能性がある。

### 手
手は身体的に魅力的だと分かっている。身体的に魅力的な手のタイプは、人差し指と薬指が長いものである。男性は女性よりも人差し指と薬指の比率が小さい。人差し指と薬指の比率の性差は、子宮内でのテストステロンへの曝露の影響を受けると言われている。参加者にコンピュータベースの手の画像を見せた研究では、男性参加者は人差し指が短い女性的な手をあまり魅力的でないと感じた。一方、女性は薬指が長い男性的な手をより魅力的だと感じた。この研究は、指の長さが自分が持っている可能性のある望ましい性ホルモン依存の特徴を示すため、肉体的魅力に影響を与えることを示唆している。別の研究では、平均的であること、肌の健康状態、手がどの程度太く見えるか、手の手入れの状態が、手の魅力に影響を与えることが分かった。平均的であるとは、手が集団内の手の平均のように見える程度のことを指す。平均的に見える手は、個人の健康状態を示す(異常がないため)。
手の肌が健康的に見えるほど、魅力的に見える。その理由として、肌の健康は個人の全体的な健康を反映している可能性があると言われている。健康的な肌は、病気の人もいるため、その人が病気でないことを示すことができる。一部の病気は肌の見た目に悪影響を及ぼすからだ。これらの特徴は、その人が良い遺伝子を持っており、したがって繁殖に適した配偶者であることを示すため、魅力的だと考えられている。また、肌の健康は社会経済的地位を示す可能性もある。荒れた手は、賃金が低く肉体労働の激しい仕事を示している可能性があるからだ。社会経済的地位が低いということは、子孫のために資源を提供できないかもしれないことを示し、したがって魅力が低くなる。手が太く見えるほど、魅力は低くなる。これは、肥満に関連する合併症のためである。太り過ぎていると、別の病気にかかっている可能性があり、健康な子孫を作れないかもしれない。手の魅力は、その人の他の特徴も示している。手がより魅力的な人は、背が高く痩せていることが分かっている。これらの手の魅力研究のほとんどでは、白人のヨーロッパ人の手のみが使用され、参加者は18〜26歳だった。したがって、非白人の手や異なる年齢層の魅力は検証されていない。また、手の魅力を評価した人は白人のヨーロッパ人だったので、他の肌の色や文化の個人が手をどのように評価するかを表していない可能性がある。

### 身長
男性の身長は、女性の男性に対する性的魅力を決定する要因かもしれない。例えば、出会い系サイトのイーハーモニーは、身長の低い男性とマッチングした女性からの苦情を受けて、自分より背の高い男性としかマッチングしない。
他の研究では、異性愛の女性は、平均より背の高い男性よりも、自分より背の高い男性を好む傾向があることが示されている。女性は通常、男性が少なくとも自分と同じ身長か、それ以上であることを望むが、男性の魅力を決定する他のいくつかの要因もあり、「背の高い男性」という基準は普遍的ではない。例えば、背の高い女性ほど、背の低い女性よりも「背の高い男性」という基準を緩める可能性が高い。さらに、サセックス大学のアダム・エア＝ウォーカー教授は、これらの嗜好が単なる文化的嗜好ではなく、進化的嗜好であることを示す証拠は今のところないと述べている。それでも、背の高い男性に対する文化的に認知された魅力の嗜好は強力で、複数の研究で確認されている。スタルプのスピードデーターを対象とした研究では、「女性は自分より25cm背の高い（男性）を選ぶ可能性が最も高く、男性は自分より7cmしか背の低くない女性を選ぶ可能性が最も高かった」ことが分かった。
さらに、女性は男性よりも直立した姿勢に受け入れやすいようだが、両者ともに美の要素として好む。ある研究(Yee N.、2002)によると、「トップだけ」だと認識しているゲイの男性は背の低い男性を好む傾向があり、「ボトムだけ」だと認識しているゲイの男性は背の高い男性を好む傾向がある。
中英語文学のロマンスでは、「理想的な」男性の主人公はすべて背が高く、「勇敢な」男性の主人公の大多数も背が高い。
ほとんどの男性は、女性のパートナーより背が高い傾向がある。そして西洋社会では、ほとんどの男性が自分より背の低い女性を好むことが分かっている。とはいえ、身長は男性が女性を選ぶ際よりも、女性が男性を選ぶ際の方が重要な要因である。西洋人男性は、自分より背の高い女性を魅力的でないと見なす傾向があり、多くの人は女性の方が背が高い異性愛カップルを理想的でないと見なしている。平均女性身長より0.7〜1.7標準偏差低い女性は、最も生殖的に成功していると報告されている。背の高い女性は背の低い女性に比べて結婚する人が少ないからである。ただし、タンザニアのハザ族など他の民族集団では、配偶者選びに身長は関係ないという研究結果がある。また、ガンビアの農村でも同様の嗜好が見られたという研究もある。
中英語文学では、「背の高さ」は理想的に美しい女性の特徴とされている。英国ファッションモデル協会(BFMA)は、女性モデルは少なくとも5 ft 8 in (1.73 m)の身長が必要だと述べている。

### ボディランゲージ

#### 立ち姿勢

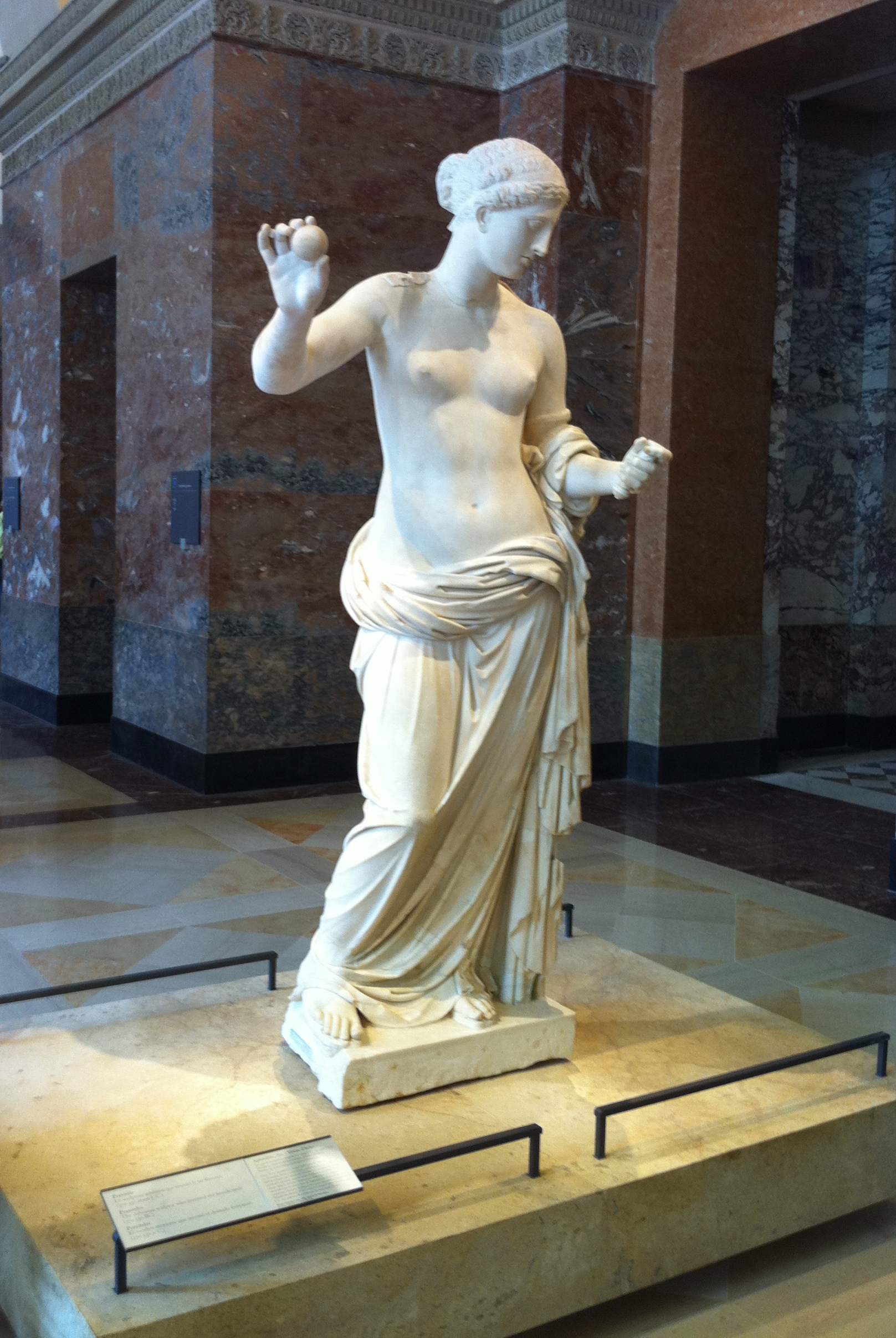
ビーナス像がコントラポストのポーズで立っており、体重は主に一方の足で支えられている。ここに示されているように、このポーズは彼女のフィギュアのカーブを強調している。

コントラポストのポーズ(体重の大部分を片方の脚で支え、その脚はまっすぐか、ごくわずかに曲げ、もう片方の脚はわずかに曲げる)で立つことは、より平凡で直立したポーズで立つよりも魅力的に見えることが分かっている。これは男女ともに当てはまることが分かった。このポーズは、人の観察可能なウエスト・ヒップ比を下げ、ヒップを広く見せ、ウエストを細く見せるかもしれない。特に女性の場合、体の片側のカーブを強調し、より魅力的に見せることができる。このようなポーズは、身体的美の理想を強調するために歴史的な彫刻で使用されてきた。また、女性のコントラポストのポーズは、立位よりも知覚や魅力評価に関連する脳部位の神経活動を引き起こすことも示されている。

#### 動きのパターン
個人の動きの仕方は魅力に影響を与え、健康と年齢を示すことがある。人の歩き方のアニメーション表現を使用し、700人の意見を反映した研究では、女性が腰を振って歩くと肉体的魅力が約50%増加することが分かった。同様に、男性が肩をそらして歩くと、知覚される魅力は2倍になった。

## 男性特有の要因

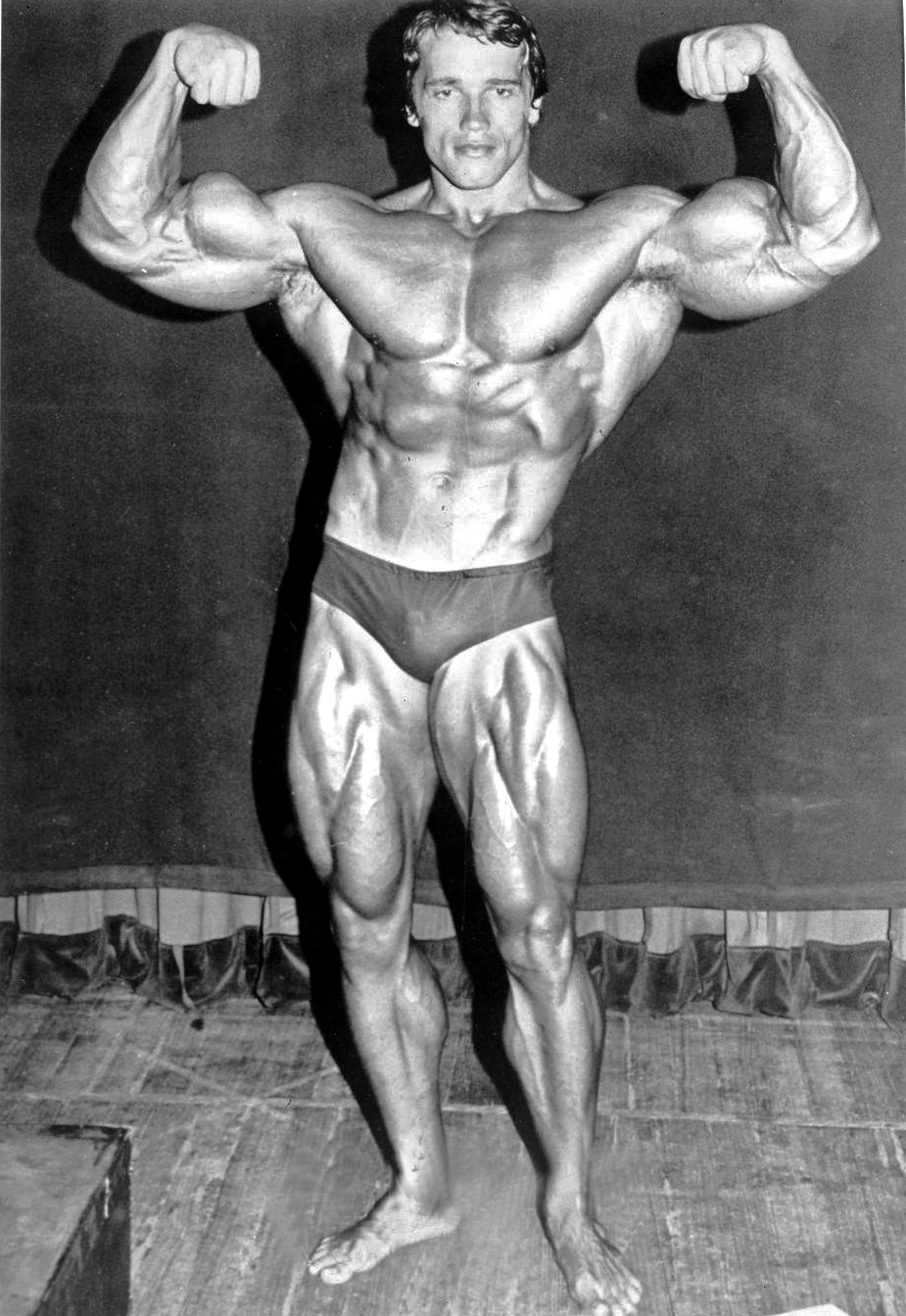
ボディビルで最も有名な人物の一人、アーノルド・シュワルツェネッガー、1974年

平均的に、女性は比較的細いウエスト、V字型の胴体、広い胸と肩幅の広い男性に惹かれる傾向がある。また、女性は自分より背が高く大きな男性や、高度の顔面対称性、比較的男性的な顔の二型を示す男性に惹かれる傾向がある。性的指向に関係なく、女性は男性よりもパートナーの肉体的魅力に興味を持つ傾向がある。

### 性的二型
男女の解剖学的特徴の違いの程度を性的二型という。月経周期の卵胞期の女性被験者は、月経期や黄体期の被験者(またはホルモン避妊を行っている被験者)よりも、男性的な顔を選ぶ可能性が有意に高かった。この区別は、セクシーな息子仮説を支持している。この仮説は、女性が最良の育児者ではなく、遺伝的により魅力的な潜在的な父親を選ぶことが進化的に有利だとするものである。ただし、女性が男性の顔を見ようと努力する可能性は、その男性性には依存しないようだが、女性のテストステロンレベルの全般的な上昇と関連があるようだ。
顔の男性的な特徴は、良好な健康状態の信頼できる指標であるか、あるいは男性的な顔つきの男性は高い地位を得る可能性が高いことが示唆されている。ただし、魅力的な顔の特徴と健康との相関については疑問視されている。自己認識の魅力、関係における地位、ジェンダー適合度など、社会文化的要因が男性の顔の女性の嗜好に関係しているという報告がある。自分自身を身体的に魅力的だと認識している女性ほど、身体的に魅力的でないと認識している女性よりも、男性的な顔の二型の男性を選ぶ可能性が高いことが研究で明らかになっている。男性では、顔の男性性は顔の対称性と有意に相関しており、両者とも発達の安定性と遺伝的健康の信号であることが示唆されている。ある研究では、顔の男性性に影響を与える健康状態を割り引くと肉体的魅力にほとんど差がないと主張し、男性の肉体的魅力における顔の男性性の重要性に疑問を投げかけた。20代前半の女性4,794人を対象とした国際調査では、国によって女性の平均的な「男性性嗜好」に差があることが分かった。
ある研究によると、男女ともに同じ遺伝的要因によって顔の男性性が生じるため、より男性的な顔の男性は共通の遺伝子を持つため、より男性的な顔の姉妹がいる可能性が高いという。また、より女性的な顔の女性の方が魅力的だと判断されたが、男性の顔の男性性と男性の顔の魅力度には女性の判断者との関連性がなかった。これらの結果から、この研究では、もし女性がより男性的な顔の男性と生殖すれば、娘もより男性的な顔を受け継ぎ、娘の魅力が低くなると推論した。そして、同じ遺伝子が女性に存在する場合、「健康」「生殖能力」「顔の魅力」における生殖上の不利益を相殺するために、男性的な男性の顔の遺伝子を有利にする他の要因が存在しなければならないと結論付けた。男性的な男性の顔の「選択的有利性」は、女性が知覚する男性の顔の魅力に直接関係のない何らかの要因によるものでなければならない(または、そうだった)と、この研究は推論した。
中国のゲイ男性447人を対象とした研究では、トップは女性化した男性の顔を好み、ボトムは男性化した男性の顔を好み、バーサタイルは女性化した男性の顔も男性化した男性の顔も好まなかったと研究者は述べている。
前近代の中国文学では、才子佳人小説の理想的な男性は「唇紅齒白(薔薇色の唇、輝く白い歯)」で「面若冠玉(碧玉のような顔)」 (中国語: 唇紅齒白、面若冠玉)だと言われている。
中英語文学では、美しい男性は長く、幅広く、強い顔をしているべきだとされている。

### ウエストと胸の比率
スリムなウエスト、広い肩幅、筋肉質な胸の体型は、女性と男性の両方にとって魅力的だと考えられることが多い。さらなる研究により、メイトを選ぶ際に、女性が求める特徴は、優位性、資源、保護など、より高い社会的地位を示すものであることが分かった。男性の健康の指標(肉体的魅力に寄与する要因)の一つは、一般的に「V字型」と呼ばれる、上半身と腹部により多くの脂肪が分布するアンドロイド脂肪分布パターンである。他の男性を評価するよう求められた時、異性愛の男性も同性愛の男性も、他の男性のウエストと胸の比率(WCR)が低い(より V 字型)方がより魅力的だと感じたが、ゲイ男性の方がストレートの男性よりも低いWCRを好む傾向があった。
他の研究者は、ウエストと胸の比率が男性の魅力の最大の決定要因であり、ボディマス指数とウエストヒップ比はそれほど重要ではないことを発見した。
女性は主にウエストと胸の比率、より具体的にはウエストと肩の比率に注目する。これは男性が好むウエストヒップ比(WHR)と類似している。いくつかの研究では、異性愛の女性の目から見た魅力的な体の特徴には、背が高く、運動的な体型で、肩幅が広く、ウエストがスリムな体型が含まれることが示されている。また、研究により、大学生の男性は女性よりも自分の体に満足していることが分かった。また、大学生の女性のウエストヒップ比が上がると、ボディイメージの満足度が下がることも分かった。
一部の研究では、異性の魅力を認識する際、WHRよりも体重の方が強い影響を与える可能性があることが示されている。両性に関して、体の好みにおいてウエストヒップ比よりも体重の方が小さな役割を果たすことが分かった。
心理学者のヴィレン・スワミとマーティン・J・トビーは、イギリスとマレーシアの文化を超えて、男性の魅力に対する女性の嗜好を比較した。その結果、イギリスとマレーシアの都市部では女性はWCR(したがって体型)により重点を置き、地方では女性はBMI(したがって体重と体のサイズ)により重点を置いていた。進化論が指摘するように、WCRとBMIはどちらも、男性の地位と子孫を養う能力を示している。
女性は、普通の体重で男性の平均的なWHRを持つ男性を求めることが分かっている。女性はこのような男性を魅力的で健康的だと見なす。平均的なWHRを持っているが太り過ぎか痩せ過ぎの男性は、女性から魅力的だとは認識されない。このことから、WHRは男性の魅力の主要な要因ではなく、体重と典型的な男性のWHRの組み合わせが最も魅力的であることが示唆される。研究によると、ウエストヒップ比が高く、給与が高い男性ほど、女性から魅力的だと認識されることが分かっている。

### 平らな腹部
1982年の研究では、突き出たお腹が男性にとって「最も魅力的でない」特徴であることが分かった。
中英語文学では、美しい男性は平らな腹部を持つべきだとされている。

### 筋肉
男性向け雑誌に描かれる男性の体は、女性向け雑誌に描かれる男性の体よりも筋肉質である。このことから、男性は女性の理想とする男性よりも、より筋肉質な男性の体を理想的だと認識していると結論付ける人もいる。これは、筋肉質であることで与えられる同性内でのプレステージと、筋肉質になるための同性内での競争によるものである。男性は、自分の体が「筋肉男」にどれだけ近いかによって、自分の筋肉の魅力を認識する。この「筋肉男」の理想は、特に二頭筋の大きな筋肉質の腕、ウエストにテーパードがかかった大きな筋肉質の胸、幅広い肩を特徴とする。オーストラリアの大学生の間では、最も魅力的だと思われた男性の体組成(脂肪12.16kg、筋肉63.27kg)は、最も健康的だと認識された組成と一致しており、健康的な範囲内にあった。

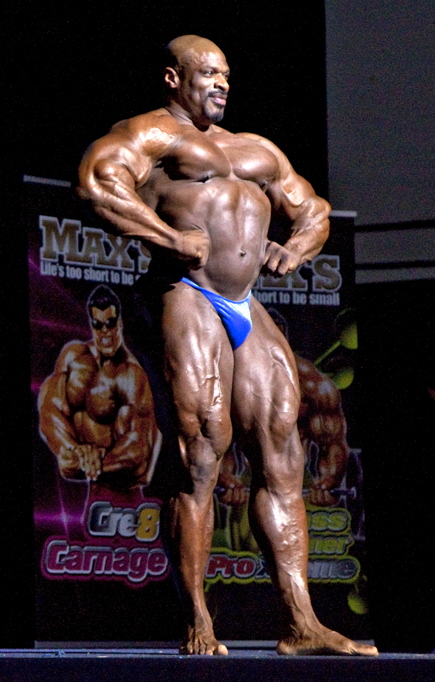
2009年のロニー・コールマンのポーズ

Match.comで述べられたプロファイルの好みに関する研究では、レズビアンよりも多くのゲイ男性が、「普通」または「太り過ぎ」の他の2つの選択肢とは対照的に、理想的なパートナーの体型として「アスリートでひき締まった体型」を選択した。
西廂記などの前近代の中国文学では、「弱く、傷つきやすく、女性的で、ペダンチックな」「理想的な男性の恋人」を描いた「学者の男らしさ」と呼ばれる男らしさのタイプが描かれている。
中英語文学では、美しい男性は通常、厚く幅広い肩、四角くて筋肉質な胸、筋肉質な背中、細いウエストに向かって絞り込まれた強靭な脇腹、大きな手、巨大な筋肉の腕と脚を持っている。

### 体毛
アメリカ、ニュージーランド、中国で行われた研究により、女性は胴体(胸と腹)に毛のない男性を最も魅力的だと評価し、体毛が増えるにつれて魅力度が低下することが示されている。しかし、別の研究では、イギリスとスリランカの女性のサンプルでは、男性の胴体に適度な量の体毛がある方が最も魅力的だった。さらに、筋肉質の体型と組み合わせると、多毛(毛深さ)の程度と0.6のウエストとショルダーの比率がしばしば好まれる。
フィンランド人女性を対象とした研究では、毛深い父親を持つ女性ほど毛深い男性を好む傾向があり、毛深い男性を好むのは遺伝または刷り込みの結果であることが示唆された。ゲイ男性の間では、別の研究で、「トップだけ」と認識しているゲイ男性は毛の少ない男性を好み、「ボトムだけ」と認識しているゲイ男性は毛深い男性を好むと報告されている。

### 顔の毛
ある研究によると、頬、上唇、下顎を覆う顔の毛を持つ男性は、まばらな顔の毛を持つ男性よりも身体的に魅力的だと認識された。この研究では、男性の顔の毛を、厚さと範囲が異なる4つのカテゴリーに分けた。非常に薄い、薄い、中程度、濃い、の4つである。薄い顔の毛が最も魅力的だと評価され、次いで中程度、濃い、最も魅力的でないのが「非常に薄い」だった。この研究は、ひげの成長にはテストステロンの変換が必要なため、ある程度の顔の毛は男性的な発達を示すので、ない場合よりも良いことを示唆している。以前の研究では、西洋とオセアニアの文化圏の女性は、ひげよりも無精ひげの顔の方に惹かれることが分かった。しかし、最も濃いの男性は、無精ひげの男性よりも地位が高いと評価された。

### 顎のライン
魅力的な男性の顎の角度は、次のような特徴を持っているかもしれない。
- 側面図で115–130°
- 領域間の[要説明]幅が顔の幅と同程度
- 正面図での垂直位置が口角（英語版）、または少なくとも下唇より下にない
- 正面図での顎のラインの傾斜が、外眼角（英語版）から鼻翼（英語版）に伸びる線とほぼ平行(最大15°の下向き偏差)
- フランクフルト平面に対して65°–75°の上行下顎枝傾斜
- 斜視での明確な曲率

下顎角を生成するため、下顎枝は魅力をもたらす機能を持つ。下顎角または顎角は、下顎枝と下顎の残りの部分によって形成される角度である。90度から140度の範囲で、集団平均は男性で128 +/- 2.36度、女性で126 +/-2.41度である。より大きく鈍角の下顎角は、より丸みを帯びた女性的な外見をもたらし、より鋭角の下顎角は、四角い男性的な顔をもたらす。
この正確な比率は、すべての民族集団で理想的だとは見なされていない。ほとんどの研究は、魅力的な両側下顎角幅と下顎枝の測定値には類似性があるが、突き出た四角い顎はヨーロッパ系の特徴的な特徴であることを示しており、これは普遍的な魅力の指標として考えるべきではないことを意味する。オトガイ下部の脂肪が少ない男性は、「より良い顎のライン」と「より若々しい外見」を持っていると見なされた。

## 女性特有の要因
研究によると、異性愛の男性は、体の対称性を持つ若くて美しい女性に惹かれる傾向がある。近代性は、女性の外見に男性が置く重要性を減らすどころか、増大させただけである。進化心理学者は、そのような魅力を、潜在的な配偶者の生殖能力の評価に帰している。

### 顔の特徴

#### 一般

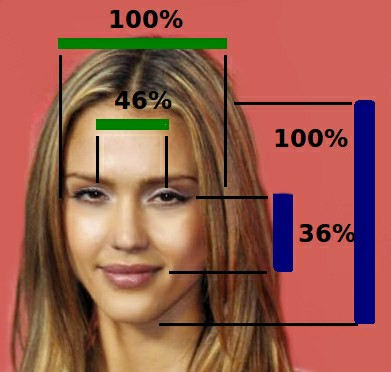
トロント大学の研究によると、ジェシカ・アルバの顔の比率はすべての女性のプロファイルの平均に近かった。

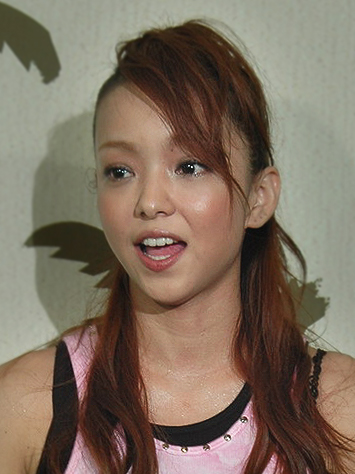
安室奈美恵は、日本で小顔ブームを巻き起こし、日本人女性は彼女のような小顔を手に入れようとクリームなどの美容製品やマスクを買うようになった。

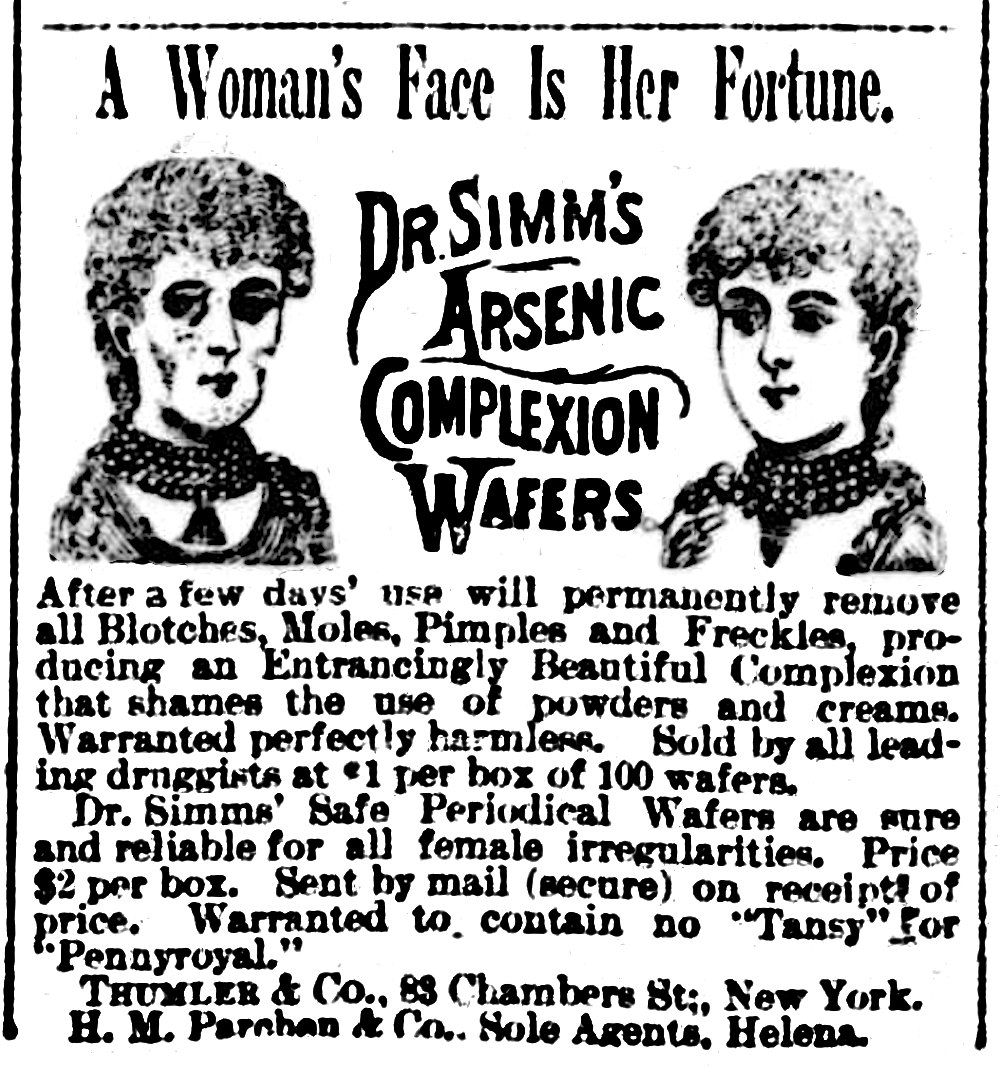
1889年のアメリカの新聞広告では、ヒ素入り美肌ウエハースが、しみ、ほくろ、にきび、そばかす、「あらゆる女性の不規則さ」を非難した。ヴィクトリア朝にはヒ素が有毒であることが知られていた。

どのような顔の特徴が魅力を伝えるかを決定しようとする研究が行われてきた。顔面対称性は女性にとって魅力的だと考えられていることが示されており、男性は豊かな唇、高い額、広い顔、小さな顎、小さな鼻、短く狭い顎、高い頬骨、澄んだ滑らかな肌、大きな目を好むことが分かっている。「全体的なバランス」という意味での顔の形は、美の重要な決定要因である。目のリンバルリングが濃く厚い女性も、より魅力的だと分かっている。その説明として、リングは年齢や健康問題によって薄くなる傾向があるため、目立つリンバルリングは若さの正直な指標になるからだという。
ペルシャ文学では、美しい女性はヘーゼルナッツのような鼻を持っていると言われている。中世のアラビア社会では、女性の美の理想の一つは、真っ直ぐで 細い 鼻を持つことだった。ユダヤ教のラビ文学では、ラビたちは繊細な鼻を女性にとって理想的な鼻の種類だと考えていた。日本では、江戸時代に、女性美の理想の一つが高い鼻で、真っ直ぐで「高すぎない」鼻だった。
異文化研究では、女性の実年齢に関係なく、より幼児的な(つまり若く見える)女性の顔の方が男性にとって最も魅力的であり、幼児的でない女性の顔の方が男性にとって魅力的でないことが分かった。美人コンテストで優勝したイタリア人女性の研究では、彼女たちの顔は、参照として使用された「普通の」女性よりも「赤ちゃんっぽい」(幼児的)特徴を持っていることが分かった。
マルチンコウスカらによる異文化研究では、調査対象の28カ国すべてにおいて、18歳から45歳までの異性愛の男性が、顔画像編集ソフトウェアを使用して男性化された18歳から24歳までの白人女性の顔写真よりも、同ソフトウェアを使用して女性化された18歳から24歳までの白人女性の顔写真を好んだが、国によって女性らしさの嗜好に違いがあったと述べている。国民健康指数(2002年から2006年のデータを使用した世界保健機関統計情報サービスから取った8つの国民健康統計に基づく)が高い国ほど、男性化された顔よりも女性化された顔が好まれた。調査対象国の中では、日本が最も女性らしさの嗜好が高く、ネパールが最も女性らしさの嗜好が低かった。
ルイビル大学心理学部のマイケル・R・カニンガムは、アジア系アメリカ人、ヒスパニック、白人のアメリカ人の審査員を使って、女性の顔は幼さと性的成熟の両方の特徴を混ぜ合わせていると判断された方が魅力的だと判断される傾向があることを発見した。ヒスパニックとアジア系アメリカ人の女性は、白人とアフリカ系アメリカ人の女性よりも魅力的だと判断され、彼女たちはたまたま魅力的だと定義された属性をより多く持っていたが、著者らは、自分たちのサンプルに基づいて、ある民族集団が他よりも魅力的だと結論づけるのは不正確だと指摘した。アフリカ系アメリカ人と白人の審査員を使って、カニンガムは、より幼児的な顔は「女性らしさ」と「社交性」の両方がより高いと認識されていることを発見した。著者らは、アジア人と白人のサンプルに民族中心的バイアスの証拠は見つからず、アジア人と白人は幼児の手がかりの嗜好に有意な差がなく、白人女性への肯定的評価は西洋のメディアへの露出の増加とともに増加しなかったと述べている。
純粋に「幼児的な」顔が最も魅力的だという証拠を見つけるのではなく、カニンガムは、「顔の中心部」に「幼児的な」特徴と組み合わせた「顔の周辺部」の「性的に成熟した」特徴を持つ顔が女性に最も魅力的だと発見した。カニンガムは自身の研究結果を分析した結果、「幼児の特徴の嗜好は、「魅力度」の観点から「異文化間の変動性が最も少ない」可能性があると結論付け、別の研究では、魅力的な顔の特徴について大きな一致が存在すると結論付けた。
コンピュータによる顔の平均化テストでは、平均的な顔の女性はより魅力的だと考えられることが示されている。これは、平均的な特徴の方がより馴染み深く、したがってより快適だからかもしれない。
モーリス・ベルガーは、彼の著書『White Lies: Race and the Myth of Whiteness』における美の理想における白さの普及についてコメントし、アメリカの被験者を対象とした研究で理想化された顔の模式的描写には、「直毛」「明るい肌」「アーモンド型の目」「細く、アーチ型の眉」「長く細い鼻、間隔の狭い小さな鼻孔」「大きな口と薄い唇」があったと述べているが、その研究の著者は、自分の結果と他の人種で行われた結果に一貫性があったと述べている。学者のリウ・ジエユは、論文『White Collar Beauties』の中で、「美の基準は恣意的でジェンダー化されている。暗黙の合意は、色白で、対称的な顔立ちをしたスリムな体型の女性が美人だということだ」と述べている。彼は、これらの要件はすべて社会的に構築されたものであり、人々にこれらの基準に適合するように自分自身を変えることを強いていると述べている。
平均的に、対称的な特徴が一つの理想であり、通常とは異なる際立った特徴が別の理想である。トロント大学が行った研究では、最も魅力的な顔の寸法は平均的な女性の顔に見られるものであることが分かった。しかし、そのトロント大学の特定の研究では、白人女性のみを調査対象としていた。
ウィルキンス、チャン、カイザーによる2011年の研究では、認知された女性らしさと魅力の間に相関関係があり、つまり、より女性的だと見なされた女性の顔は、男女両方からより魅力的だと判断されたことが分かった。
ペルシア文学における女性美の理想の一つは、満月のような顔を持つことである。
中世のアラビア社会では、女性美の理想の一つは、「満月」のような丸い顔を持つことだった。
日本では、江戸時代に、女性美の理想の一つは、卵形の楕円形の顔を持つことだった。
ユダヤ教のラビ文学では、ラビたちは豊かな唇を女性にとって理想的な唇の種類だと考えていた。
歴史的に、中国と日本の文学では、女性の理想は小さな唇を含むと言われてきた。女性はこの理想に合わせるために、唇を薄く狭く描いていた。
中国人、マレー人、インド人の審査員を使用した研究では、口が平らで顔の残りの部分と一直線になっている(後退した下顎骨)中国人女性と中国人男性が最も魅力的だと判断され、下顎骨が突出している(顎が前方に突き出ている)中国人男性と中国人女性が最も魅力的でないと判断された。
古典ペルシャ文学、絵画、ミニアチュールでは、長い黒い巻き毛、小さな口、長く弓なりの眉、大きなアーモンド型の目、小さな鼻、美点などの特徴が、女性にとって美しいものとして描かれていた。

#### 目
二重まぶたが中国系の女性をより魅力的にするかどうかを、若い中国系女性の目の写真加工写真を使って調査した研究では、「中くらいの上まぶたの皺」が、白人、中国人と台湾人を合わせたグループ、台湾系と中国系アメリカ人を合わせたグループの3つのグループすべての男女から最も魅力的だと考えられた。同様に、3つのグループすべての男女が、中国人女性の目に皺がないことを最も魅力的でないと感じた。
16世紀後半、日本人は蒙古ひだを美しいと考えていた。
ロシア人、アメリカ人、ブラジル人、アチェ族、ヒウィ族の評価者を使った研究では、男女の顔の唯一の強い識別子は、女性の顔の高さに対する目の幅の大きさであり、この特徴は女性の魅力度を一貫して予測していることが分かった。
中世のアラビア社会では、女性美の理想の一つは、大きくて長く、アーモンド型の漆黒の目を持つことだった。さらに、目は艶やかで、長いまつ毛を持っているべきだった。
1823年に書かれた資料には、ペルシャ人女性の美の理想の一つは、黒い大きな目を持つことだと書かれている。ペルシャ文学では、美しい女性はアーモンド型の目をしていると言われている。
中国語では、「明眸皓齒」という言葉は、「澄んだ目」と「整った白い歯」を持つ美しい女性を表すのに使われ、「蛾眉」という言葉は、眉毛が蛾の触角のように細く弓なりであることで美しい女性を表すのに使われる。唐の時代に書かれた中国の文献『遊仙窟』では、細い目が女性の好ましい目のタイプだったし、六朝時代の中国の文献『玉房秘訣』では、理想的な女性は小さな目をしていると描写されている。
日本では、江戸時代に、徳川家定の「正室」の容姿を骨人類学者の鈴木尚が判断した一つの証拠によると、大きな目が女性にとって魅力的だと考えられていたが、もう一つの証拠である1813年の日本の文献『都風俗化粧伝』では、大きな目は女性にとって魅力的だとは考えられていなかったことが示されている。

### 胸
研究によると、ほとんどの異性愛の男性は女性の乳房を眺めることを楽しみ、大きくて引き締まった胸を好む。しかし、イギリスの大学生を対象にした矛盾する研究では、若い男性は女性の小さな胸を好むことが分かった。小さな胸は若々しさと広く関連付けられていた。異文化研究では、理想の胸の大きさについて「高い変動性」があることが分かった。イギリスの一部の研究者は、より大きな胸の女性はエストラジオールとプロゲステロンのレベルが高い傾向があり、どちらも生殖能力を促進するため、西洋社会では大きな胸を好む傾向が発達した可能性があると推測している。
ポーランド人とニューギニアのヤリ族を調べたグロイエッカらの研究では、男性の胸の外観の判断は、乳房下垂(つまり、たるみ、垂れ下がり)の発生に影響されることが示された。乳房下垂(より垂れ下がった胸)が進むほど魅力的でないと認識され、より年上の女性の特徴だと考えられる。これらの発見は、胸の魅力と女性の若さを結びつける以前の研究と一致している。胸の大きさとは異なり、乳房下垂は女性の胸の魅力の普遍的なマーカーのようだ。
ある研究では、男性は対称的な胸を好むことが示された。胸の対称性は、発達障害に特に敏感である可能性があり、胸の対称性の差は他の体の部位と比べて大きい。より対称的な胸を持つ女性は、より多くの子供を持つ傾向がある。
歴史文学には、特定の個人や性別の望ましいとされる特徴が含まれていることが多い。これらは慣習となっていることが多く、注意して解釈する必要がある。中世のアラビア社会では、女性美の理想の一つは、小さな胸を持つことだった。ペルシャ文学では、美しい女性はザクロやレモンのような胸を持っていると言われている。六朝時代の中国の文献『玉房秘訣』では、理想的な女性は引き締まった胸を持っていると描写されている。サンスクリット文学では、美しい女性はしばしば、その重みで少し前屈みになるほど大きな胸を持っていると言われる。中英語文学では、美しい女性は、リンゴや梨のように丸い小さな胸を持つべきだとされている。

### 臀部

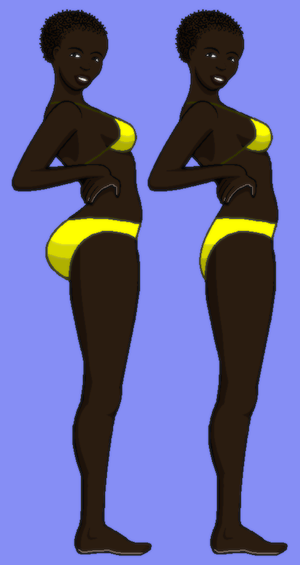
白人女性と黒人女性の最も魅力的な尻と胸のサイズの認識を調べるために使用された図の再現

ラトガース大学人類学部人間進化研究センターの生物人類学者ヘレン・E・フィッシャーは、「おそらく、肉付きの良い丸い臀部は...後背位姦の際に男性を引き付けた」と述べた。最近の研究では、3Dモデルとアイトラッキング技術を使用してフィッシャーの主張が検証され、女性の背中のわずかな突き出しが他人から見た魅力に影響を与え、男女両方の視線を捉えることが示された。ミシガン大学自然資源環境学部のボビー・S・ローらは、女性の「臀部は、資源を支配する強力な男性の注意と親としてのコミットメントを求めて競争する女性の文脈で進化した」と述べ、他の種類の組織と混同することができない「脂肪貯蔵の正直な表示」だと主張した。しかし、カリフォルニア大学デービス校の個体群生物学センターと野生生物・魚類・保全生物学部のT・M・カロ教授は、それが必要な結論だとは考えておらず、「性淘汰に関係なく」、女性の腰の脂肪沈着は「女性の個体適応度を高める」と述べている。1995年の研究では、黒人男性は白人男性よりも、魅力的な女性の尻を表現するのに「大きい」または「大きい」という言葉を使う傾向があった。2009年の実験では、南アフリカ人、イギリス人白人、イギリス人黒人の男性が、白人女性と黒人女性にとって最も魅力的だと考える尻と胸のサイズを調査した。ここに示した画像は、実験で使用された黒人女性の体型の2つの極端なサイズの変化のみを示している。左側の体型は南アフリカ人男性から最も高い平均魅力度を得たのに対し、中間的なサイズの体型はイギリス人白人とイギリス人黒人の両方から最も高い評価を得た。右側の体型はどのグループからも最も高い平均魅力度を得なかった。

### 体重
ボディマス指数(BMI)は、美の認識にとって重要な決定要因である。西洋の理想は痩せた女性だが、一部の文化ではより太った女性を好み、特定のBMIへの魅力はただの文化的人工物だと主張されてきた。均整の取れた体への魅力は、直立姿勢への魅力にも影響する。世界で最も徹底的に研究された300の文化を対象とした異文化調査では、81%の文化が英語で「ぽっちゃり」と表現される女性の体型を好むことが示された。
食料の入手可能性は、どのような女性の体型が魅力的かに影響を与え、それには進化的な理由がある可能性がある。食料が不足している社会は、食料が豊富な社会よりも大きな女性の体型を好む。西洋社会では、空腹時の男性は、空腹でないときよりも大きな女性の体型を好む。
BMIは脂肪と筋肉を混同していると批判されており、最近の研究では体組成に注目している。オーストラリアの大学生の間では、女性にとって最も魅力的な体組成(脂肪10.31kg、筋肉42.45kg)は、最も健康的に見える組成よりも、そして健康的な範囲を下回るほど脂肪が少ないことが分かった。
アメリカでは、女性は配偶者の痩せに対する男性の嗜好を過大評価している。ある研究では、アメリカ人女性に自分の理想の体型と男性にとって最も魅力的だと思う体型を選ぶよう求めたところ、女性は両方の選択肢で平均よりも痩せた体型を選んだ。アメリカ人男性に、自分にとって最も魅力的な女性の体型を独立して選ぶよう求めたところ、男性は平均的な体型を選んだ。このことは、女性が男性の好む女性の痩せ具合について誤解している可能性があることを示している。一部の研究者は、女性自身が痩せの理想を強要する役割を果たしている可能性があると考えているが、だからといって、理想が究極的には家父長制の規範(「男性のまなざし」)に起源を持たないことを意味するわけではないと主張している。ポペノーは、食料が豊富な社会では痩せた女性を重視し、食料が不足している社会では太った体の女性を重視すると述べている。西洋では、19世紀に太った体が犯罪や後進性と結びつくようになり、痩せた体の女性が理想となった。痩せが魅力的だという考えの広まりについて、ファッション業界の責任を指摘する人もいる。
東アジアでは歴史的に、小柄な特徴を持つ女性を好んできた。例えば、中国の歴史の春秋時代には、中国の後宮の女性は中国皇帝に魅力的であるために痩せた体を望んでいた。その後、唐の時代には、それほど痩せていない体型が中国人女性にとって最も魅力的だと見なされた。中世のアラビア社会では、女性美の理想の一つは、「杖」や「小枝」のように細いことだった。六朝時代の中国の文献『玉房秘訣』では、理想的な女性は「骨太ではない」と描写されている。
ヴィクトリア朝には、ヴィクトリア朝の理想に従う女性は、理想的なスリムな体型を手に入れるために食事量を制限することが期待されていた。中英語文学では、「細い」女性が美しいとされている。
女性に関する研究によると、女性は男性に魅力的だと思われるためには、よく分布された体全体が非常に重要だと考えている。

### ウエスト・ヒップ比
女性のWHR0.7は、全般的な健康と生殖能力と強く相関することが示されている。0.7の範囲内の女性は、エストロゲンのレベルが最適であり、糖尿病、心臓病、卵巣がんなどの主要な病気にかかりにくい。WHRが高い(0.80以上)女性は、BMIに関係なく、WHRが低い(0.70-0.79)女性よりも妊娠率が有意に低い。女性のウエスト・ヒップ比(WHR)は、この特性が女性の生殖価値の信頼できる手がかりを提供すると考えられているため、進化心理学者によって人間の男性の交配相手選びの重要な要素であると提唱されている。
男女ともに、ウエスト・ヒップ比が小さい女性をより魅力的だと判断する。女性にとっての理想的なウエスト・ヒップ比は、中国では0.6から、南アメリカやアフリカの一部では0.8または0.9と、民族集団によって異なり、国籍ではなく民族に基づく嗜好の違いも指摘されている。ある研究では、南米の孤立した先住民族であるマチゲンガ族は、WHRが高い(0.9)女性を好むことが分かった。より太った女性を好むのは、肥満のリスクがない社会の特徴だと解釈されている。
中国語では、「柳腰」という言葉は、女性のウエストを柳の枝のように細いと表現して美しい女性を表すのに使われる。
ヴィクトリア朝には、細いウエストが美しい女性の主要な特徴と考えられていた。「スズメバチウエスト」という言葉は、コルセットとガードルのスタイルによって作られた極端なファッションのシルエットを表している。

### 足のサイズ
いくつかの研究によると、ほとんどの男性は足の小さい女性を好む。古代中国では纏足が行われていた。
ユダヤ教のラビ文学では、ラビたちは小さな足を女性にとって理想的な足の種類だと考えていた。

### 髪
男性はロングヘアの女性を好むことが分かっている。これに対する進化心理学の説明は、栄養失調やミネラル・ビタミンの欠乏が脱毛や髪質の変化を引き起こすというものだ。したがって、髪は過去2〜3年間の健康と栄養状態を示している。艶のある髪も異文化に共通して好まれることが多い。
ペルシア文学における女性美の理想の一つは、黒い髪を持つことで、中世のアラビア社会でも好まれていた。中英文学では、巻き毛は美しい女性に不可欠な要素である。

### 生殖力主導の魅力
月経周期の中で、女性の知覚される魅力にはいくつかの微妙な変化がある。最も生殖力の高い時期には、女性の行動と生理に何らかの変化が見られる。ジェフリー・ミラー (2007) による研究では、月経周期におけるラップダンサーのチップ収入の額を調べた。その結果、ダンサーが排卵に近い時期には、月の残りの期間よりも約15ドル多くのチップを受け取ることが分かった。このことから、女性は排卵期に魅力が増すか、行動に大きな変化が生じることが示唆される。他のいくつかの研究では、女性が生殖可能な時期にある時、顔に微妙な違いがあることが分かっている。ボブストとロブマイアー(2012) は、排卵期と黄体期の女性の写真を20枚作成した。男性には、より魅力的な顔、より思いやりのある顔、よりおしゃべりな顔を選ぶよう求められた。その結果、卵胞期(排卵期)を有意に好む傾向が見られた。このことから、女性の排卵期に顔の形に生じる微妙な違いが、男性をより引き付けるのに十分であることが示唆される。この考えは、同様の実験を行った別の研究でも裏付けられている。男女は、女性の生殖可能な時期に撮影された顔写真を判断しなければならなかった。それらはすべて、非生殖可能な時期よりも魅力的だと評価された。女性の顔には排卵の微妙な目に見える手がかりがあり、それらはより魅力的だと知覚される。このことから、女性の配偶者価値を(受胎の確率が最も高い)その特定の時期に高めるための適応メカニズムである可能性が考えられる。
男女が知覚する女性の魅力は、月経周期によって若干異なり、排卵期にピークに達する。ジョーンズら (2008) は、女性の男性性、見かけの健康、自己類似性に対する嗜好に焦点を当て、それらが周期によって変化することを発見した。彼らは、顔の見かけの健康と自己類似性に対する嗜好への月経周期の影響の機能は、妊娠の可能性を高めることだと説明した。
同様に、女性は生殖可能な時期に、対称的な顔の男性や男性的な顔の男性の匂いを好み、社会的存在感や直接的な性内競争などの典型的な男性の表示も好む。
卵胞期(生殖可能期)には、女性は非生殖可能期よりも男性的な特徴(テストステロン依存の顔の形などの特徴)を好む傾向がある。これらの発見は声でも見られ、女性が男性的な声を女性的な声よりも好む傾向は、月経周期の生殖可能期に増加することが示されている。
しかし、周期によって変化するのは女性の嗜好だけでなく、行動も変化する。実際、男性は女性が排卵周期にあるときに、女性が異なる行動をとるため、女性に対して異なる反応を示す。排卵期の女性は、低生殖能力期よりも遺伝的適応度マーカーを示す男性に対してよりフレンドリーになる。化粧をしていない女性を対象とした一部の研究では、エストロゲンレベルの高い女性は一般的に低い女性よりも魅力的だと認識されることが示されている。エストロゲンレベルの高い女性は、より健康的、あるいはより女性的な顔をしていると見なされる可能性もある。
同様に、ある研究では、女性が顔の魅力に基づいて高品質の男性を選ぶ能力を調査した。その結果、顔の魅力は精液の質(精子の形態と運動性に応じて良好、普通、不良)と相関していることが分かった。男性の顔が魅力的であるほど、精子の質が良いことと関連していた。

### 性的装飾
性的装飾は多くの生物で見られる。人間の場合、女性は乳房と臀部という形で性的装飾を持つ。性的装飾への肉体的魅力は、男性型脂肪分布ではなく、魅力的でないと考えられる女性型脂肪分布と関連している。人間の女性では、性的装飾の発達の近接要因は、思春期におけるエストロゲンの優位性と関連している。女性の骨格組織周辺でのエストロゲン受容体の活性化により、乳房、臀部、腰、太ももに女性型の脂肪が沈着し、全体的に典型的な女性の体型が生じる。特に、女性の乳房は非対称ではなく対称的な方が魅力的だと考えられている。これは、良好な発生的安定性を反映していると考えられているからだ。
性的装飾は、高い配偶者価値、生殖能力、子孫に良いケアを提供する能力を示すと考えられるため、魅力的な特徴と見なされる。それらは、正直なシグナリングと、もっぱら異性の視覚的注意を引き付けることを目的とした性的に選択された特徴で、主に女性が男性の視覚的注意を引き付けることに関連している。これらの装飾は、個人の質と生殖価値を宣伝するために進化してきたと提案されている。性的装飾による正直なシグナリングは、これらの進化した特徴の究極的な原因と関連している。これらの装飾の進化は、資源が豊富で地位の高い男性が提供する物質的利益を得るための女性間の競争とも関連している。人間の場合、これらの性的装飾が発達すると、それは永続的なものになる。これは、人間が行う長期的なペアボンディングと関連していると考えられている。人間の女性は、生殖可能期間以外にも長期間の性的活動に従事する。これは、男性から非遺伝的な物質的利益を得るという性的装飾のもう一つの究極的な原因に関連している。他の動物種、他の霊長類でさえ、これらの生殖価値の宣伝は永続的なものではない。通常、女性が最も生殖能力の高い時点で、性的腫脹を示す。
青年期は、人間が思春期を経験し、体内で放出される性ホルモンの増加により体に解剖学的変化を経験する期間である。青年期の誇張は、性的装飾が最大化され、女性型脂肪含量がピークに達する期間である。人間の女性の場合、この時期の平均年齢は約16歳である。女性の乳房は、繁殖の準備のためだけでなく、他の女性との競争により、男性に対して自分の生殖価値と質を示すためにも発達する。

## 対人魅力
社会心理学の観点では、対人魅力とは、ある人が重要な他者の可能性のある特定の人物に対して肯定的な態度や評価を経験することである。これには、「従来、態度に帰属される3つの要素が含まれる。行動的(その人に近づく傾向)、認知的(その人についての肯定的な信念)、感情的(その人に対する肯定的な感情)」。これらの3つの要素を用いて、心理学は対人魅力の5つの要素を生み出した。それらは、近接性、類似性、肉体的魅力、相互性、応答性である。

## 魅力を知覚することの神経相関
魅力の知覚に関連する脳の活動化に関するほとんどの研究では、参加者に顔の写真を見せ、参加者自身またはそれに匹敵する人々の集団にこれらの顔の魅力を評価させている。このような研究では一貫して、顔の魅力が増すにつれて眼窩前頭皮質の特定の部位の活動が増加することが明らかになっている。この神経反応は、魅力の報酬的性質に対する反応として解釈されている。同様の内側眼窩前頭皮質の活性化の増加は、笑顔の顔や道徳的に良い行動の記述に対しても見られる。これらの研究のほとんどでは、両性の参加者や同性愛の個人を評価していないが、男女の異性愛者と同性愛者を含む1つの研究からの証拠は、前述の脳活動の増加の一部が、参加者が性的に惹かれる性別の顔の画像に限定されることを示唆している。
魅力的な体の知覚に関連する脳の活性化に関しては、異性愛の参加者を対象とした1つの研究で、魅力が増すにつれて、側坐核と前帯状皮質の活動が増加することが示唆されている。同じ研究で、顔と体のどちらでも、眼窩前頭皮質の内側部は、非常に魅力的な画像と非常に魅力的でない画像の両方により大きな活動で反応することが分かっている。最近の研究では、ウエスト・ヒップ比(WHR)が低く、乳房が大きい女性の知覚は、WHRが大きく、乳房が小さい女性と関連する脳の活性化とは異なる、時間的・空間的に特徴的なパターンの脳の活性化を引き起こすことが分かっている。具体的には、魅力的なWHRと乳房のサイズは、魅力的でないWHRと乳房のサイズとは異なり、男女ともに時間処理の初期段階と後期段階の両方に影響を与えながら、視覚処理に関連する脳活動に影響を与えた。さらに、上半身のサイズに関する研究では、男性の上半身のサイズの違いによる魅力の異なる体型の知覚には後部脳領域が関与しており、これらの知覚が明示的に評価される際には前頭脳領域が関与していることが示されている。このような脳活動は、女性ではなく男性の体のサイズを処理することに特有のものである。
男女ともに、文化や民族を超えて、魅力の普遍的な基準があるようだ。長期的な関係を考える場合、一部の研究では、男性は女性よりも相手の肉体的魅力を重視することが分かっている。一方で、短期的な関係のためにパートナーを選ぶ際、身体的特徴に置く重みについて、男女の違いはほとんどないことを示す研究もある。特に、明示的に表明された嗜好とは対照的に、暗黙の嗜好に関してはそうである。他の最近の研究でも、長期的な関係については性差が見られ続けている。女性は肉体的魅力を重視しつつも、男性のステータスを肉体的魅力よりも優先する傾向があるのに対し、男性はステータスよりも肉体的魅力を優先する。また、短期的なパートナーを探す場合と比較して、長期的なパートナーを探す場合、男性のみが顔の魅力と比べて体の魅力により高い優先順位を置くことを示唆する研究もある。

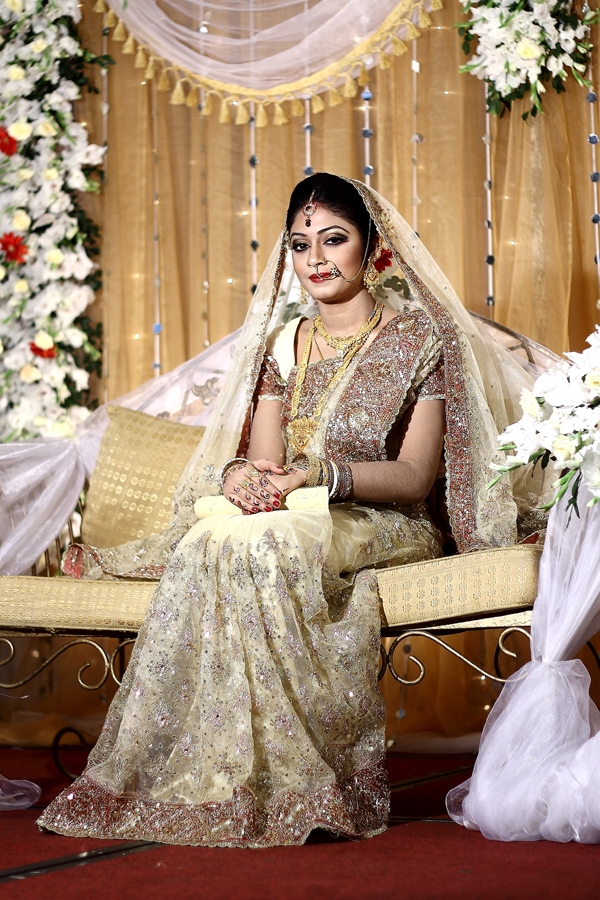
結婚式の美を体現するバングラデシュ人の花嫁

デビッド・バスを含む一部の進化心理学者は、この長期的な関係の違いは、先祖の人類が第二次性徴に基づいて、またそれらのパートナーの高い生殖能力に起因するより大きな生殖の成功を可能にした適応度の一般的指標に基づいてパートナーを選択したことの結果である可能性があると主張している。ただし、男性が子孫のために資源を提供する能力は、身体的特徴によってあまり示されなかった可能性が高い。女性の生殖能力の最も顕著な指標は若さだと論じられている。一方、生殖の成功を高める男性の特性は、資源を蓄積し保護する能力の代理指標である。
研究によると、女性は稼得能力やコミットメントの可能性よりも、筋肉質、フィットネス、男性的な特徴など、身体的特徴により注意を払うことが分かっている。後者の嗜好は、女性の周期によって変化することが観察され、月経周期の後期卵胞期(生殖可能期)には、より男性的な特徴を好む傾向がある。さらに、女性は肉体的魅力を異なる方法で処理し、個々の特徴と顔全体の美的効果の両方に注意を払う。
ボニー・エイドリアンによると、台湾の花嫁は結婚写真の肉体的魅力を非常に重視している。これらの花嫁は何時間もメイクをして、社会的に構築された美に変身する。エイドリアンは、台湾の女性美の基準と慣行は、西洋のものとはかなり異なると指摘している。台湾の女性は日焼けを避ける傾向があるが、西洋では日焼けした肌の色調の台湾人女性が理想とされると考えられる。
戦略的多元主義理論によると、男性は自身の肉体的魅力に応じて、生殖戦略を追求するように進化した可能性がある。身体的により魅力的な男性は、複数の交配相手を求めることにより多くの時間を費やし、子孫への投資にはそれほど時間をかけないことで、生殖上の利益を得る。対照的に、身体的にあまり魅力的でない男性は、同じような交配の機会がないため、資源の蓄積に多大な投資をするか、配偶者と子孫に投資し、追加の交配相手を求めることにそれほど時間をかけないかのどちらかに、生殖の努力をより適切に割り当てる。

## 顔の類似性と人種的嗜好
研究によると、人は同性で自分に似ている人に高い魅力度を与えるが、それは非性的な文脈に限られる。一方、一般的に、反対の性別で自分に似ている人を性的に魅力的だとは思わない。人は自分とは異なる外見の性的パートナーを好むかもしれないと理論化されており、これは近親交配回避のパターンと一致している。ある研究では、個人は似た外見の配偶者を好む傾向があるが、生理的なストレス検査の後では、似ていない外見の配偶者を好むことが分かった。
ある研究では、異性愛者の同人種嗜好に強い証拠は見られず、2つの類似した研究からの証拠は矛盾していると指摘している。一部の人種集団は、異なる人種や民族のパートナーを強く好む傾向があり、この嗜好は ジェンダー化されている可能性がある。ある研究では、異なる民族的特徴を持つ人への魅力は、適応度の利点だと考えられているヘテロ接合性の効果と関連している可能性があることが示唆された。
2014年の研究では、アジア系アメリカ人の人種的嗜好はジェンダーによって異なることが分かった。異性愛のアジア人女性は白人男性とのデートを好むのに対し、異性愛のアジア人男性はアジア人女性とのデートを好んだ。
2012年の研究では、異人種間結婚の不均衡(白人男性とアジア人女性の結婚は逆の場合の2倍以上)は、アジア人女性が白人女性よりも女性らしく、したってより魅力的だと認識されているという事実に起因している可能性があることが示唆された。この研究は、アジア人と白人の画像を使ってその仮説を検証した2018年の研究で支持された。
黒人と白人を対象とした2012年の研究では、男性の顔の男らしさの知覚における民族間および民族内の差は魅力に影響を与えず、肌の色は健康のシグナルとして、グループ内では重要な役割を果たすが、グループ間では重要な役割を果たさないことが分かった。

## 集団魅力効果
集団魅力効果とは、集団全体の魅力度が各個人の魅力度の平均よりも高くなることを指す。これは、人々が最も魅力的な集団のメンバーに選択的に注意を払うため、彼らが最も注目を集めるために起こる。男性は女性よりも魅力的な人に選択的に注目する。これは、男性は子孫への投資が少ないため、性的パートナーを選ぶ際にあまり選り好みしないので、より簡単に惹かれるからだと示唆されている。選択的注意の結果として、人々は主に魅力的なメンバーに焦点を当て、あまり魅力的でないメンバーを無視するため、集団の評価にバイアスがかかってしまう。つまり、全体的な魅力度は、より魅力的な方向に偏る。集団魅力効果は、参加者に女性の集団全体、集団内の個人、個人だけの肉体的魅力を評価させる研究で調査された。参加者は1〜7の評価を求められ、1は非常に魅力的でなく、7は非常に魅力的であった。集団魅力効果は、主要な集団を男性にした場合や、男女混合の集団でも再現されている。この効果は、サンプルがオランダの大学生のみだったため、すべての文化で実証されるわけではないかもしれない。

## 社会的影響
肉体的魅力の知覚は、それらの魅力に基づく一般化された仮定に寄与する。個人は、誰かが美しい時、魅力的な人をより好ましくする他の多くのポジティブな属性を持っていると仮定する。これはハロー効果、または「美は善なり」効果と呼ばれる。文化を超えて、美しいものは善いものだと仮定され、魅力的な人はより外向的で人気があり幸せだと仮定される。これは自己成就予言につながる可能性がある。幼い頃から、魅力的な人はこれらの特性を発達させるのに役立つより多くの注目を受けるからだ。ある研究では、美しい人は一般的に、そうでない人や平凡な人よりも幸せであることが分かった。おそらく、これらの社交的な性格特性が幸福と結びついているか、美しさが経済的利益の増加につながり、幸福の増加を部分的に説明したためだろう。ブリティッシュコロンビア大学の女性56人と男性17人を対象に第一印象を検証した別の研究では、身体的に魅力的な人の性格特性は、そうでない人よりも肯定的かつ正確に特定された。これは、人々は身体的に美しいまたは魅力的だと感じる人により注意を払うため、魅力的な個人をより際立った正確さで知覚するからだと説明された。この研究では、この正確性は見る人の目に主観的なものだと考えられている。最近のウィスコンシン州の縦断研究の結果は、心理的well-beingと魅力(より高い顔の魅力、より低いBMI)の正の関連を確認し、苦痛/うつ病との補完的な負の関連も発見した。他の変数との関連や交絡を除外することはできなかったが、この研究における魅力の影響は、他の人口統計学的変数のものと同じ大きさだった。
発達した西洋社会では、女性は他の資質よりも外見で判断される傾向があり、ビューティーワークに従事するプレッシャーは男性よりも女性の方がはるかに大きい。ビューティーワークとは、「個人が特定の社会的階層から特定の利益を引き出すために自分自身または他人に行うさまざまな美容「実践」」と定義される。「美しい」ことには、個人的、社会的、制度的報酬がある。マーケターは「メトロセクシャル」な男性をターゲットにし、男性向けの衛生・美容製品を製造し始めているが、男性に課せられる期待は女性よりも低い。男性が同じようにきちんとした外見を達成するために必要な時間とお金ははるかに少ない。ヘアカット/スタイリングなど、男性も美容作業を行うプレッシャーに直面している分野でさえ、製品やサービスの価格差は歪んでいる。この現象は「ピンク税」と呼ばれる。
しかし、魅力は社会によって異なる。古代中国では、若い女の子の足を小さな靴に強く縛って足が普通のサイズに成長するのを防ぎ、女性が魅力的な「蓮歩」を持つようにする纏足が行われていた。イングランドでは、女性は極端に低いウエスト・ヒップ比の視覚効果を得るために、呼吸を著しく制限するコルセットを着用していた。
人々は、見たものに基づいて肉体的魅力の判断を下すが、その人について知っていることにも基づいている。具体的には、美の知覚は可塑性があるため、その人の性格特性に関する情報が、他の人の身体的美しさに対する評価に影響を与える可能性がある。2007年の研究では、参加者に最初に写真の魅力度を評価させた。気を紛らわせる数学の問題をした後、参加者は写真を再び見たが、その人の性格についての情報が付いていた。参加者が、ある人にポジティブな性格特性(例えば、賢い、面白い、親切)があることを知ったとき、その人はより身体的に魅力的だと見なされた。逆に、ネガティブな性格特性(例えば、俗物的、失礼、信用できない)を持つ人は、身体的に魅力的でないと見なされた。これは女性と男性の両方に当てはまった。
肉体的魅力は様々な社会的影響を与える可能性がある。例えば、人間は第三者から判断されるのと大体同じ魅力レベルの相手と自然にカップルになる傾向がある。ロンドン・ギルドホール大学が11,000人を対象に行った調査では、自分を身体的に魅力的だと主観的に評価する人は、そうでない人よりも収入が多いことが示された。自分を魅力的でないと評価した人は、自分をより魅力的だと評価した人よりも平均して13%少ない収入を得ていたのに対し、過体重の罰則は約5%だった。男性の容姿と収入の相関関係に関するさらなる研究によると、魅力的でないことへの罰則は、魅力的であることの利益よりも大きい。しかし、女性の場合、罰則は利益と同等であることが分かった。別の研究では、身体的に魅力的な人ほど、平均して賃金がかなり高くなる可能性が有意に高いことが示唆されている。魅力による収入の違いは、女性よりも男性の方がはるかに顕著で、すべての収入範囲で当てはまった。米国では、魅力の連続体に沿った収入の格差(統制を除外して)は、黒人と白人の格差と同等かそれ以上である。2020年の研究では、より魅力的だと判断された社会科学者は、そうでない社会科学者よりも高い講演料を受け取るのに対し、自然科学者の場合は、相対的な魅力のなさが講演料に関する比較優位になることが分かった。
自信などの他の要因がこれらの発見を説明したり影響を与えたりする可能性があることに注意することが重要である。これらの発見は、客観的な基準ではなく、自己申告の魅力に基づいているからだ。しかし、自信と自尊心の多くは成長過程で仲間からどのように見られているかから学ぶものなので、これらの考慮事項でさえ、外見が重要な役割を果たしていることを示唆するだろう。あるライターは、「到達不可能な女性の美の理想の広がりによって女性に生じる苦痛」が、うつ病の発生率の増加と関連している可能性があると推測した。
より魅力的だと知覚される人には、特定の利点がある傾向があると多くの人が主張してきた。それには、より良い仕事や昇進を得る能力、当局や司法制度からより良い扱いを受けること、恋愛やプラトニックなパートナーの選択肢が増え、したがって関係においてより大きな力を持つこと、より裕福な家庭に嫁ぐことなどが含まれる。魅力的な人は、魅力的でないと考えられる人よりも、より肯定的に扱われ、判断される。それを知っている人も同様だ。また、魅力的な個人は、そうでない人よりも肯定的に振る舞う。ある研究では、教師は魅力的な子どもの方が知的で、学校でさらに進歩する可能性が高いと期待する傾向があることが分かった。また、このような生徒の方が人気があると考えている。有権者は、魅力的でない候補者よりも魅力的な政治候補者を選ぶ。男女は肉体的魅力を、他人が「良い」かどうかの尺度として使う。1946年、ソロマン・アッシュは暗黙の性格理論を提唱したが、これは一つの特性の存在が他の特性の存在を意味する傾向にあることを意味する。これはハロー効果とも呼ばれる。身体的に魅力的な人は、より社会的に望ましい性格を持ち、全般的により良い生活を送っていると考えられていることが研究で示唆されている。これは「美しいものは良いものである効果」または肉体的魅力のステレオタイプとも呼ばれる。外見に基づく他者に対する差別や偏見は、時にルッキズム(社会的な美の概念に及ばないと考えられる外見、特に外見に基づく偏見や差別)と呼ばれる。
一部の研究者は、性行動に関して男女の違いはほとんどないと結論付けている。他の研究者は同意していない。対称的な顔を持つ男女は、より早い年齢で性交渉を開始し、より多くの性的パートナーを持ち、より多様な性的活動に従事し、より多くのワンナイトラブを経験する傾向がある。また、不倫をしやすく、オープンな関係を持つ可能性も高い。さらに、彼らは最も生殖成功を収めている。したがって、彼らの身体的特徴は、将来の世代に最も受け継がれる可能性が高い。
肉体的魅力を高めることへの関心から、多くの人が美容整形手術などの代替案を検討するようになった。また、関連分野のコンピュータイメージングや数学に携わる科学者たちは、アルゴリズムを使って現在の顔に似ていながらも「合意された魅力の基準」により近づけるような代替案を提案し、理想の顔に顔面の各部位間の距離を外科的に変更する方法を示唆する研究を行うようになった。ある研究では、「収入を増やす」方法としての美容整形手術は「金銭的な意味で儲かるものではない」ことが分かった。肉体的魅力は幸福にわずかな影響しか与えないことを示す研究もある。

## 誤解

### 黄金比
黄金比は、古代ギリシャでは調和、美、比例の完璧な尺度と考えられていた。モハマド・クルシード・アラム、ヌール・ファリド・モハド・ヌール、レハナ・バスリ、タン・フォー・ユー、テイ・ホイ・ウェンらの研究者は、黄金比が様々な民族集団の顔の魅力の知覚に寄与しているかどうかを検証するための研究を行った。18歳から25歳までの286人が調査に参加し、その内訳はマレー人100人(男性50人、女性50人)、マレーシア系中国人100人(男性50人、女性50人)、マレーシア系インド人86人(男性36人、女性50人)だった。この研究では、混血、頭蓋顔面の変形、過去に歯列矯正を受けたことがある、または顔の手術を受けたことがある被験者は除外された。その結果、黄金比と肉体的魅力には有意な関連がないことが示された。

### 女性の理想的な体型
体型の好みは文化や地域の美の基準の表れであり、女性の「理想的な体」は一義的に定まっておらず、常に変化し続けているため、存在しないと主張する人もいる。一部の著者は、体型は決して普遍的ではなく、「理想的な女性の体」の形についての進化心理学の研究のほとんどは、信頼できないデータや理想化された西洋のジェンダーロールなどの外的要因により疑問視されたり反証されたりしていると主張している   インターネット上では、コミュニティが文化的規範とは異なる独自のニッチな美の基準を作り出すことができる。「完璧な体」は個人の好みと地域のメディアへの露出の問題だと主張されてきた。